# Falciano del Massico
Falciano del Massico is een gemeente in de Italiaanse provincie Caserta (regio Campanië) en telt 3831 inwoners (31-12-2004). De oppervlakte bedraagt 42,0 km², de bevolkingsdichtheid is 91 inwoners per km².

## Demografie
Falciano del Massico telt ongeveer 1404 huishoudens. Het aantal inwoners daalde in de periode 1991-2001 met 5,2% volgens cijfers uit de tienjaarlijkse volkstellingen van ISTAT.
| Jaar | Inwoneraantal |
| ---- | ------------- |
| 1991 | 4078          |
| 2001 | 3866          |

## Geografie
Falciano del Massico grenst aan de volgende gemeenten: Cancello e Arnone, Carinola, Francolise, Grazzanise, Mondragone, Sessa Aurunca.